# Ищенко, Александр Валентинович
Александр Валентинович Ищенко (род. 9 марта 1970, Ростов-на-Дону) — российский государственный и политический деятель. Председатель Законодательного собрания Ростовской области с 6 октября 2016 года. Секретарь Ростовского регионального отделения партии «Единая Россия» с 26 декабря 2016 года.
Из-за вторжения России на Украину, находится под международными санкциями всех стран Евросоюза, Украины и Швейцарии

## Биография
Родился в городе Ростове-на-Дону в семье военнослужащего. С серебряной медалью окончил школу № 2 города Ростова-на-Дону. Окончил исторический факультет Ростовского государственного университета, затем — Российскую академия государственной службы при Президенте Российской Федерации (Москва).
В конце 1980-х — начале 1990-х годов Александр Ищенко работал руководителем городской школы педагогических отрядов в ростовском Дворце пионеров.
При его активном участии осенью 1991 года была создана одна из первых независимых молодёжных организаций области — Ростовский студенческий союз.
В 1993—1995 годах Ищенко А. В. работал в представительстве Президента России в Ростовской области в качестве специалиста-эксперта. Был участником Конституционного Совещания Российской Федерации в 1993 году, участвовал в подписании и реализации Договора об общественном согласии в 1994 году.
В ноябре 1994 года был избран депутатом Законодательного собрания Ростовской области первого созыва.
В 1996 году был заместителем председателя постоянной комиссии по вопросам местного самоуправления.
В 1998—2003 годах — депутат ростовского областного парламента второго созыва, председателем постоянной комиссии по вопросам местного самоуправления. На выборах в ростовское областное Законодательное собрание в 2003 и 2008 годах также одерживал победу.
Занимал пост председатель комитета по законодательству, государственному строительству, местному самоуправлению и правопорядку Законодательного собрания Ростовской области в третьем и четвёртом созыве (2003—2013).
В феврале 2014 года Александр Ищенко был назначен заместителем Губернатора Ростовской области.
На должности пробыл до 30 сентября 2015 года.
В 2016 году занимал должность первого заместителя генерального директора ОАО «Севкавэлектроремонт».
В ходе дополнительных выборов в Законодательное собрание Ростовской области пятого созыва, состоявшихся 18 сентября 2016 года, Александр Ищенко баллотировался по Ленинскому одномандатному избирательному округу №28 и одержал победу.
6 октября 2016 года на 35-м (внеочередном) заседании областного парламента был избран Председателем Законодательного собрания Ростовской области.

## Санкции
21 июля 2022 года, на фоне вторжения России на Украину, был включен в санкционные списки Евросоюза «за разжигание ненависти к Украине, распространение пророссийской дезинформации и пропаганды в контексте войны, а также за попытки заручиться внутренней поддержкой в России для войны против Украины». Евросоюз отмечает что Ищенко «в публичных интервью и в постах в социальных сетях поддерживает решение президента Путина признать сепаратистские Луганскую Народную Республику (ЛНР) и Донецкую Народную Республику (ДНР) и продвигает пропагандистские послания режима».
Также входит в санкционные списки Украины и Швейцарии

## Награды
- Орден Дружбы (2024 год, Донецкая Народная Республика)[8]